# Vilindar
Vilindar je fantazijska pesnitev, pripovedka v verzih, pesnitev, oz. pripovedna pesem iz davnih dni pisatelja Andreja Ivanuše, ki je izšla leta 2007 pri Založniškem ateljeju Blodnjak iz Ljubljane (COBISS). Pripovedka je izšla še leta 2008 v elektronski obliki (LIT za Microsoft Reader) pri Večerovi založbi Ruslica iz Maribora (COBISS).

## Vsebina
Knjiga je sestavljena iz dveh delov. Prvi del obsega kratek uvod v slovensko mitologijo. V njem spoznamo kdo so jage babe, krivopjete, velikani, more, polegaji in kakšno vlogo imajo božanstva Kresnik, Noreja ter Potoglav. Razloženo je bivališče bogov z drevesom, belo lipo z dvanajstimi vejami. Spoznamo mitološke rastline, predmete in bitja ter njihovo vlogo pri vplivu na usode ljudi. Drugi del je pesnitev, sestavljena iz devetdesetih rimanih sedem-vrstičnic z rimo a-b-a-b-c-c-b.
Vilindar je bajeslovno mesto, ki so ga nekoč naseljevale vile. Potem so ga zapustile ljudem. Nihče ne ve, zakaj se je to zgodilo, saj je od takrat minilo sto in sto let. Krožijo legende, da v mestu čas ne teče in se nihče ne postara. V mestu ni bolezni, le veselje in večna sreča.
Kot govorijo stare zgodbe, je v starih časih živel kovač Maladon, ki je znal kovati lepe stvari. Nekega dne se je odločil, da bo poiskal to nenavadno mesto. Zato si je skoval čarobni meč, imenovan Čarnimeč.
Ko je končal s kovanjem, se je podal na pot. Poslovil se je od svoje ljubice Doreje in smelo zakorakal v temni gozd, ki ga naseljujejo duhovi spodnjega sveta Vidovini. Med njimi je zlobna sivovilka Mrakijena, ki želi škoditi Kresniku, bogu neba, saj so ljudje pod njegovo zaščito. Svoje maščevanje usmeri na drznega mladeniča. A nihče ne opazi, da se je za njim v temni gozd podalo njegovo dekle Doreja.
Mrakijena pošlje v zasedo belo kačo z zlato krono. Ta premaga Maladona in ko ga želi pokončati, se na njo zvali plaz kamenja, ki ga z vrha gore sproži Doreja. Na poti Maladon sreča pohorskega velikana Vouvela. Po kratkem merjenju moči se odločita, da skupaj nadaljujeta potovanje.
Mrakijena togotna na pomoč pokliče Potoglava, boga podzemlja, vladarja demonov. Ta zbere Krivopjete, divje babe, ki povzročajo viharje, točo in nevihte. Skupaj napadejo oba popotnika, ki se uspešno upirata vrtinčastemu viharju. V borbi Maladon odseka pero s Potoglavovega krila. Tako je zlobni Vidovina za nekaj trenutkov premagan. Jaga baba znova poskuša, a to prepreči Doreja z zagovorjenim kruhom.
Sedaj Mrakijena sklene, da bo sama uredila zadevo. Spremeni se v zapeljivo dekle in s strupom prepoji bodalo. Počaka na popotnika in Maladon zapade njenim čarom. Ob srečanju velikana zmoti plaz kamenja, ki ga nehote sproži Doreja. Požene se za njo, a pri skoku si zvije gleženj. Zato jo dohiti šele zvečer in presenečen pomaga dekletu, ki je že na koncu svojih moči.
Kljub sivovilkinim čarom Maladona še vedno obseda misel na Vilindar, zato Mrakijena sklene, da ga bo peljala tja in se tam maščevala. Na bregu reke Derave, ko jo Maladon želi prebresti, ga skuša Mrakijena ubiti z zastrupljenim bodalom. Namero ji prepreči Doreja, ki prav takrat prihiti. Bodalo se ji zarije v prsi in zastrupljena umre. Mrakijena je prepričana, da ji je maščevanje dobro uspelo, saj bo ubila oba. V žaru maščevanja se razkrije in takrat jo opazita nebeški bog Kresnik in boginja zemlje, plodnosti in življenja Noreja. Kresnik v jezi Mrakijeno spremeni v solni steber.
Bogova občudujeta žrtvovanje in ljubezen, zato Doreji boginja Nora povrne življenje. Doreja in Maladon odideta domov bogato obložena z božjimi darili in postaneta odlična vladarja. Po sto letih pride Bela žena in bogovi ju pozovejo k sebi k mizi pod belo lipo na kristalni gori, kjer skupaj odločajo o človeških usodah.